# Distrito de Mollepampa
El distrito peruano de Mollepampa es uno de los 13 distritos de la Provincia de Castrovirreyna, ubicada en el Departamento de Huancavelica, bajo la administración del Gobierno regional de Huancavelica, en la zona de los andes centrales del Perú.   Limita por el norte con los distritos de Huachos y Castrovirreyna; por el sur con el distrito de Ticrapo y con el Departamento de Ica; por el este con los distritos de Cocas y Ticrapo; y, por el oeste con el Departamento de Ica y los distritos de Huachos y Capillas.
Desde el punto de vista jerárquico de la Iglesia católica, forma parte de la Diócesis de Huancavelica.

## Historia
La fecha de creación por ley de este distrito es el 20 de junio de 1965, dada en el primer gobierno del Presidente Fernando Belaúnde Terry.

## Geografía
La población total en este distrito es de 1 550 personas. y tiene un área de 165,65 km².

## Autoridades

### Municipales
- 2011 - 2014[5]
  - Alcalde: Valerio Flores Tornero, Movimiento independiente Trabajando Para Todos (TPT).
  - Regidores: Ausberto Donayre Romaní (TPT), Rosalva Beliza Mancilla Neyra (TPT), Jakely Mayavi Conislla Taype (TPT), Rosauro Ascona Choque (TPT),  Clelia Mirian Ñañez Donayre (Partido Popular Cristiano).[6]
- 2007 - 2010
  - Alcalde: Marcos Odilón Yáñez Mejía,[7] Unión por el Perú.

### Policiales
- Comisario:   PNP.

### Religiosas
- Diócesis de Huancavelica[8]
  - Obispo de Huancavelica: Monseñor Isidro Barrio Barrio.[9]
- Parroquia
  - Párroco: Pbro.  .